# Garéoult
Garéoult (prononcer "Garéou", en provençal "Garèu" (prononcer "Garew") est une commune française située dans le département du Var en région Provence-Alpes-Côte d'Azur. Elle fait partie de l'intercommunalité de la communauté d'agglomération de la Provence Verte.

## Géographie

### Situation
Garéoult est un gros village de la communauté d'agglomération de la Provence Verte, dans le centre Var entre mer et collines, placé au centre d'une plaine préservée, dont l'altitude moyenne est de 320 mètres, qui est traversée par l'Issole affluent du Caramy. Il n'est pas situé au bord même de la rivière, mais un peu à l'écart comme beaucoup de villages provençaux.
Communes limitrophes

### Géologie et relief
Garéoult se situe au sud-est de la montagne de la Loube, dans le prolongement de la chaîne de la Sainte-Baume. Le sol présente des couches sédimentaires calcaires orientées vers le sud, façonnant le paysage actuel des collines sud-provençales.
Le nord de la commune est une zone collinaire, ceinturée à l'ouest par la barre des Chaberts avec son culmen (659 m), et au nord par le vallon de Cavaillon. Au milieu de ces collines, se trouve le vallon Mourreut. Le sud du territoire communal est représenté par une plaine qui se caractérise par un petit parcellaire fortement planté de vignes.
Entre les deux, se situe la zone urbanisée de Garéoult.

### Hydrographie
L'Issole est le principal cours d'eau. Long de 46,4 km, il traverse d'ouest en est, sur près de 4,8 km, le sud de la commune où il reçoit les eaux de deux affluents : le ruisseau du Cendrier, le ruisseau de la Source de Trian et le ruisseau de la Pességuière.
La commune bénéficie aussi de la présence de plusieurs sources au nord du village. Ce sont les sources de Saint-Martin, de Saint-Médard et de la Clastre.

### Climat
Pour des articles plus généraux, voir Climat de Provence-Alpes-Côte d'Azur et Climat du Var.
En 2010, le climat de la commune est de type climat méditerranéen franc, selon une étude du Centre national de la recherche scientifique s'appuyant sur une série de données couvrant la période 1971-2000. En 2020, Météo-France publie une typologie des climats de la France métropolitaine dans laquelle la commune est exposée à un climat méditerranéen et est dans la région climatique  Provence, Languedoc-Roussillon, caractérisée par une pluviométrie faible en été, un très bon ensoleillement (2 600 h/an), un été chaud (21,5 °C), un air très sec en été, sec en toutes saisons, des vents forts (fréquence de 40 à 50 % de vents > 5 m/s) et peu de brouillards. 
Pour la période 1971-2000, la température annuelle moyenne est de 13,6 °C, avec une amplitude thermique annuelle de 15,4 °C. Le cumul annuel moyen de précipitations est de 795 mm, avec 6,2 jours de précipitations en janvier et 2 jours en juillet. Pour la période 1991-2020, la température moyenne annuelle observée sur la station météorologique de Météo-France la plus proche, « Cuers », sur la commune de Cuers à 10 km à vol d'oiseau, est de 15,5 °C et le cumul annuel moyen de précipitations est de 778,9 mm. 
La température maximale relevée sur cette station est de 41,3 °C, atteinte le 5 août 2017 ; la température minimale est de −9,3 °C, atteinte le 11 février 2012,,. 
Les paramètres climatiques de la commune ont été estimés pour le milieu du siècle (2041-2070) selon différents scénarios d'émission de gaz à effet de serre à partir des nouvelles projections climatiques de référence DRIAS-2020. Ils sont consultables sur un site dédié publié par Météo-France en novembre 2022.

### Voies de communication et transports

#### Accès routiers
Plusieurs routes donnent l'accès au village de Garéoult :
- de l'ouest, la route D 64 venant de La Roquebrussanne ;
- de l'est, la route D 554 reliée à la D 43 à Forcalqueiret ;
- du sud-est la route D 81 arrivant de Rocbaron ;
- du sud la route D 268 faisant jonction avec la D 68 ;
- du sud-ouest la D 554 depuis sa jonction avec la D 5

#### Transports
Routiers
Le réseau régional "Zou" relie Garéoult à Toulon via une antenne de la LR 4802.
La LR 4802 (tracé principal) peut être  empruntée à La Roquebrussanne ou Meounes.
La LR 4801 reliant Brignoles à Toulon peut être empruntée à Forcalqueiret ou Rocbaron.
La communauté d'agglomération Provence Verte, à laquelle appartient la commune, possède son propre réseau de transports en commun,"Mouv'en bus", reliant Garéoult aux communes alentour, ainsi qu'à Brignoles et Saint-Maximin.
Ferroviaires
Garéoult est distant de 40 km de la gare de Toulon desservie par des TGV, et de 70 km de la gare TGV d'Aix-en-Provence.
Aériens
L'aéroport le plus proche est celui de Toulon-Hyères, situé à 40 km. L'aéroport de Marseille Provence est distant de 90 km et celui de Nice-Côte d'Azur de 130 km.

## Urbanisme

### Typologie
Au 1er janvier 2024, Garéoult est catégorisée petite ville, selon la nouvelle grille communale de densité à sept niveaux définie par l'Insee en 2022.
Elle appartient à l'unité urbaine de Garéoult, une unité urbaine monocommunale constituant une ville isolée,. Par ailleurs la commune fait partie de l'aire d'attraction de Toulon, dont elle est une commune de la couronne,. Cette aire, qui regroupe 35 communes, est catégorisée dans les aires de 200 000 à moins de 700 000 habitants,.

### Occupation des sols
L'occupation des sols de la commune, telle qu'elle ressort de la base de données européenne d’occupation biophysique des sols Corine Land Cover (CLC), est marquée par l'importance des forêts et milieux semi-naturels (35,2 % en 2018), en diminution par rapport à 1990 (41,2 %). La répartition détaillée en 2018 est la suivante : 
forêts (35,1 %), zones urbanisées (31,5 %), cultures permanentes (22,6 %), zones agricoles hétérogènes (10,8 %). L'évolution de l’occupation des sols de la commune et de ses infrastructures peut être observée sur les différentes représentations cartographiques du territoire : la carte de Cassini (XVIIIe siècle), la carte d'état-major (1820-1866) et les cartes ou photos aériennes de l'IGN pour la période actuelle (1950 à aujourd'hui).

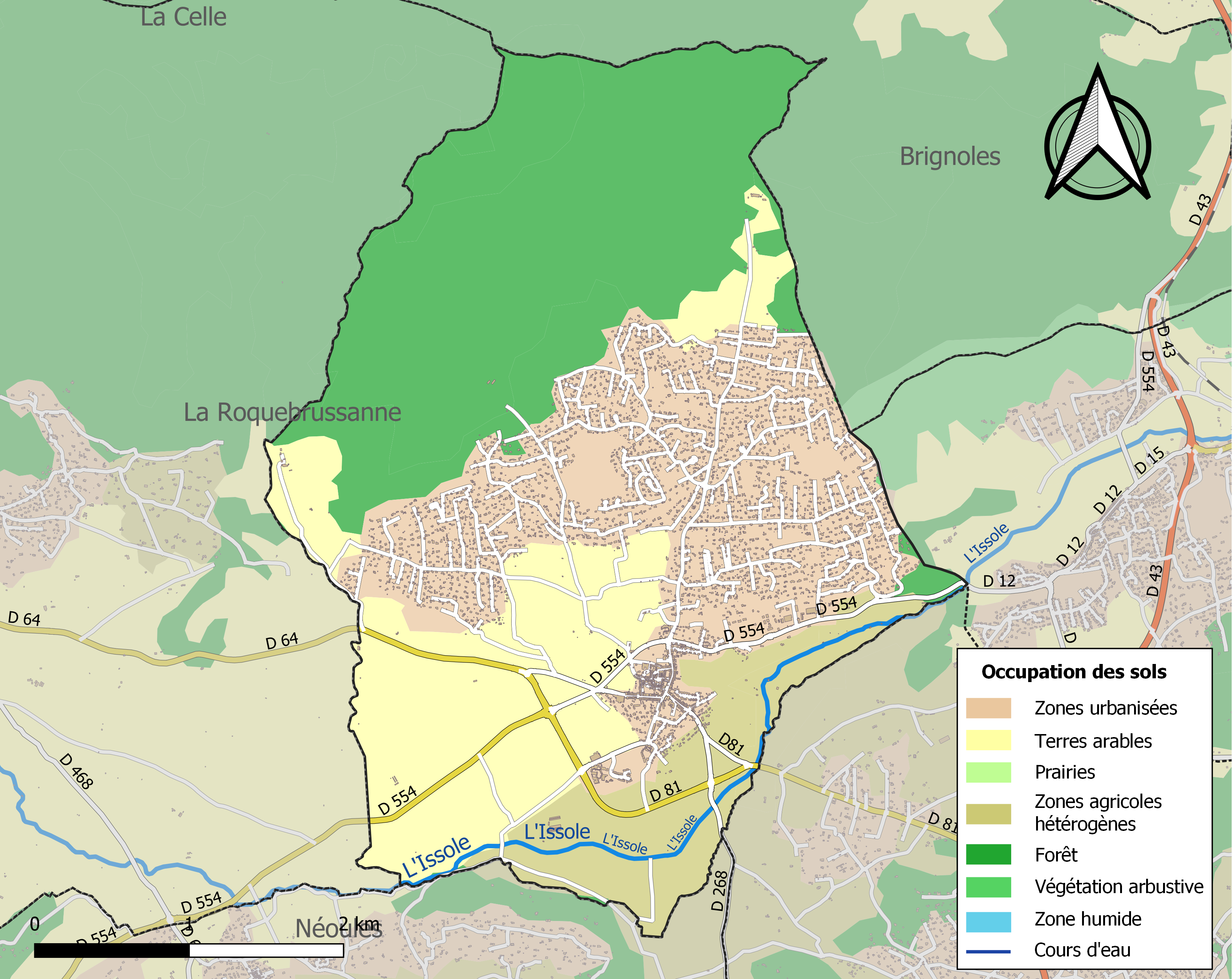
Carte des infrastructures et de l'occupation des sols de la commune en 2018 (CLC).

## Toponymie
Les premiers habitants (gallo-romains) baptisèrent ce village « Gardia Altissima » ce qui signifie « la sentinelle la plus haute ».
Garéoult s'écrit en provençal Gareut selon la norme classique et Garéut selon la norme mistralienne (prononcé [gaˈɾew] ou [gaˈʀew]).

## Histoire

### Antiquité
90 sépultures ont été découvertes lors de campagnes de fouilles en 1988. Certaines d'entre elles dateraient de l'époque gallo-romaine. D'autres, plus récentes, dateraient du Moyen Âge.

### Moyen Âge
Le site était occupé à la fin du Moyen Âge comme l'atteste son four banal daté antérieur à 1500 ou encore les vestiges découverts lors des fouilles de 1988.

### Temps modernes
- 1789, la municipalité appartenait au royaume de France.
- le nom porté sur la carte de Cassini de 1781 est Gareoult ou Gar*eoult (la lettre centrale, si elle existe, est peu visible)[20].
- 1793 (an II), la municipalité de Gareoud se trouvait dans le canton de Gareoud, dans le district de Brignoles, dans le département du Var.
- 1801, au bulletin des Lois, la commune se nomme Garcoult. Elle se trouve dans le canton de La Roque-Brassane (La Roquebrussanne), dans l'arrondissement de Brignolles (Brignoles), département du Var.
- 1854 - En août, une épidémie de choléra fait 70 victimes en 25 jours[21].

### Époque contemporaine
- 1926, Garéoult bascule dans l'arrondissement de Toulon.
- 1974, Garéoult retourne dans l'arrondissement de Brignolles (Brignoles)[22]

## Politique et administration

### Liste des maires
| Période                                  | Période                      | Identité                   | Étiquette             | Qualité |
| ---------------------------------------- | ---------------------------- | -------------------------- | --------------------- | --- |
| 1790                                     | 1790                         | Honoré Aubin               |                       | Officier de santé |
| 1790                                     | 1792                         | Étienne Grisolle           |                       | |
| 1792                                     | 1794                         | Étienne Berthet            |                       | Officier de santé |
| 1794                                     | 1800                         | Joseph Jauffret            |                       | Propriétaire |
| 1800                                     | 1808                         | Mathieu Guillabert         |                       | Propriétaire |
| 1808                                     | 1813                         | Étienne Grisolle           |                       | Propriétaire |
| 1813                                     | 1826                         | Louis Monin                |                       | Notaire |
| 1826                                     | 1828                         | Jean-Joseph Taurel         |                       | Propriétaire |
| 1828                                     | 1830                         | Antoine-Blaise Jeanselme   |                       | Propriétaire |
| 1830                                     | 1833                         | Louis Monin                |                       | Notaire |
| 1833                                     | 1837                         | Jean-Joseph Taurel         |                       | Propriétaire |
| 1837                                     | 1837                         | Louis-Pierre Magon         |                       | Chirurgien-major en retraite |
| 1837                                     | 1839                         | Joseph-Lazare Cusolle      |                       | Propriétaire |
| 1839                                     | 1840                         | Jean-Joseph Taurel         |                       | Propriétaire |
| 1840                                     | 1843                         | Jean-Antoine Granet        |                       | Propriétaire |
| 1843                                     | 1848                         | Joseph Charles Henri Arène |                       | Notaire |
| 1848                                     | 1852                         | Guillaume Granet           |                       | Propriétaire |
| 1852                                     | 1852                         | Calixte Grisolle           |                       | Propriétaire |
| 1852                                     | 1853                         | Prosper Ollivier           |                       | Propriétaire |
| 1853                                     | 1860                         | Joseph Guizol              |                       | Propriétaire |
| 1860                                     | 1870                         | Napoléon Taurel            |                       | Avocat |
| 1870                                     | 1871                         | Gilles Nicaise             |                       | Médecin |
| 1871                                     | 1876                         | Léon Lombard               |                       | Propriétaire |
| 1876                                     | 1877                         | Guillaume Granet           |                       | Propriétaire |
| 1877                                     | 1878                         | Benjamin Guillabert        |                       | Propriétaire |
| 1878                                     | 1878                         | Louis Trotobas             |                       | Docteur en médecine |
| 1878                                     | 1892                         | Jean-Baptiste Aubin        |                       | Ferblantier |
| 1892                                     | 1896                         | Léonce Grisolle            |                       | Propriétaire |
| 1896                                     | ?                            | Alphonse Guinard           |                       | Marchand-tailleur |
| Les données manquantes sont à compléter. |                              |                            |                       | |
| 1944                                     | avril 1954 [réf. nécessaire] | Georges Gueit              | SFIO                  | Propriétaire Président de la délégation municipale Élu en 1945, réélu en 1947 et 1953                                                                                                |
| Les données manquantes sont à compléter. |                              |                            |                       | |
| mars 1959                                | 1991                         | Paul Émeric,               | SFIO puis PS puis DVG | Ingénieur Conseiller général du canton de La Roquebrussanne (1964 → 1994) Suppléant du député Pierre Gaudin (1962 → ?)                                                               |
| 1991                                     | mars 2001                    | Jean-Louis Bosio           |                       | Agent de maîtrise |
| mars 2001                                | février 2005                 | Michel Laffineur           | RPR puis UMP          | |
| février 2005                             | en cours                     | Gérard Fabre               | UMP-LR                | Capitaine de frégate honoraire Conseiller général du canton de La Roquebrussanne (1994 → 2008) 2e vice-président de la CA de la Provence Verte (2018 → ) Réélu en 2008, 2014 et 2020 |

### Budget et fiscalité 2019
En 2019, le budget de la commune était constitué ainsi :
- total des produits de fonctionnement : 5 947 000 €, soit 1 092 € par habitant ;
- total des charges de fonctionnement : 6 291 000 €, soit 1 155 € par habitant ;
- total des ressources d’investissement : 1 304 000 €, soit 239 € par habitant ;
- total des emplois d’investissement : 1 336 000 €, soit 245 € par habitant.
- endettement : 5 491 000 €, soit 1 008 € par habitant.

Avec les taux de fiscalité suivants :
- taxe d’habitation : 12,21 % ;
- taxe foncière sur les propriétés bâties : 22,52 % ;
- taxe foncière sur les propriétés non bâties : 95,90 % ;
- taxe additionnelle à la taxe foncière sur les propriétés non bâties : 0,00 % ;
- cotisation foncière des entreprises : 0,00 %.

Chiffres clés Revenus et pauvreté des ménages en 2018 : Médiane en 2018 du revenu disponible, par unité de consommation : 23 780 €.

## Population et société

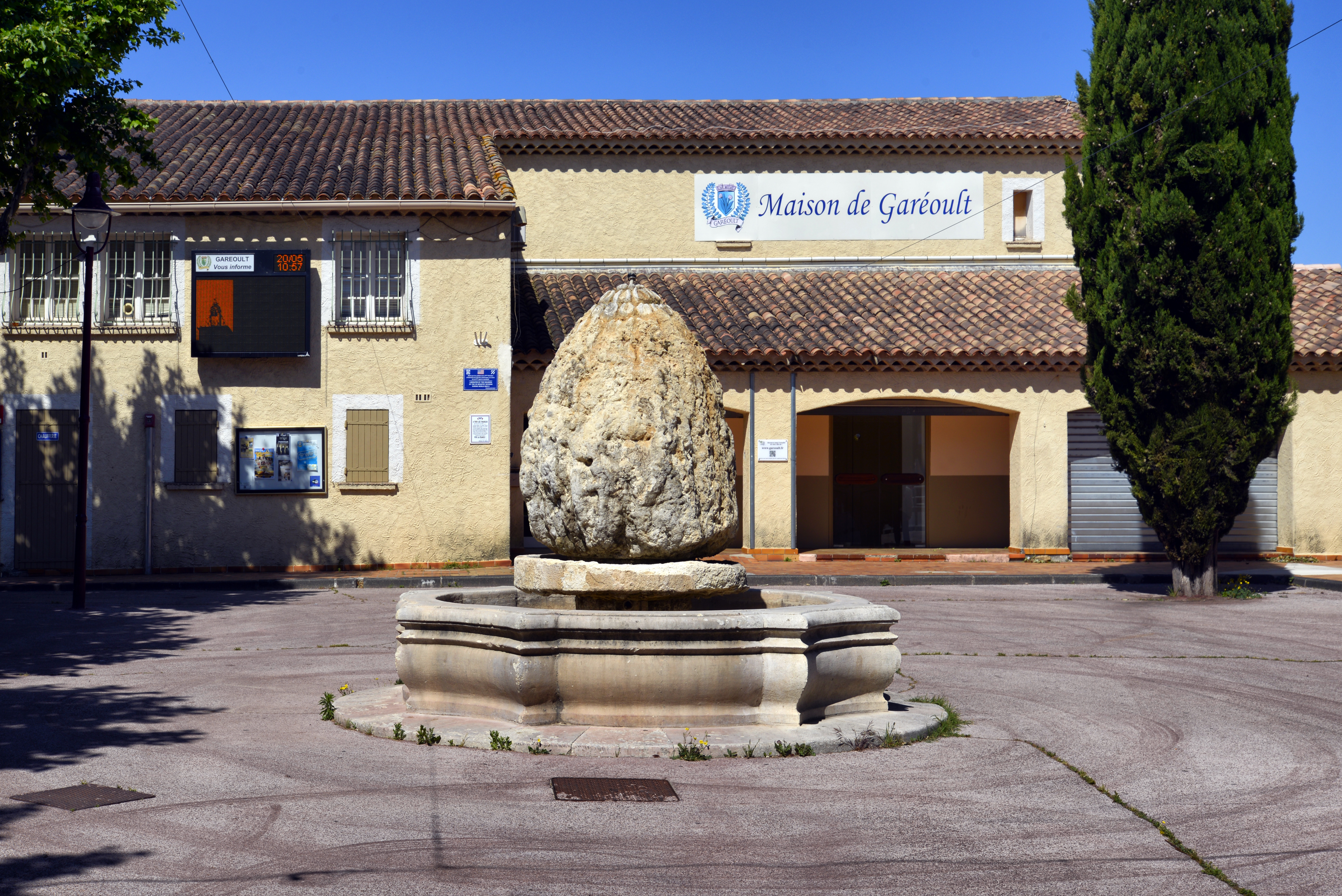
La Maison de Garéoult.

### Démographie

#### Évolution démographique
L'évolution du nombre d'habitants est connue à travers les recensements de la population effectués dans la commune depuis 1793. Pour les communes de moins de 10 000 habitants, une enquête de recensement portant sur toute la population est réalisée tous les cinq ans, les populations de référence des années intermédiaires étant quant à elles estimées par interpolation ou extrapolation. Pour la commune, le premier recensement exhaustif entrant dans le cadre du nouveau dispositif a été réalisé en 2008.

En 2022, la commune comptait 5 579 habitants, en évolution de +4,3 % par rapport à 2016 (Var : +4,98 %, France hors Mayotte : +2,11 %).
| 1793 | 1800 | 1806 | 1821 | 1831 | 1836  | 1841 | 1846 | 1851  |
| ---- | ---- | ---- | ---- | ---- | ----- | ---- | ---- | ----- |
| 715  | 782  | 768  | 953  | 991  | 1 051 | 962  | 996  | 1 001 |

| 1856 | 1861  | 1866  | 1872  | 1876  | 1881 | 1886 | 1891 | 1896 |
| ---- | ----- | ----- | ----- | ----- | ---- | ---- | ---- | ---- |
| 991  | 1 083 | 1 106 | 1 112 | 1 104 | 742  | 684  | 736  | 740  |

| 1901 | 1906 | 1911 | 1921 | 1926 | 1931 | 1936 | 1946 | 1954 |
| ---- | ---- | ---- | ---- | ---- | ---- | ---- | ---- | ---- |
| 798  | 697  | 625  | 564  | 568  | 582  | 672  | 637  | 619  |

| 1962 | 1968 | 1975  | 1982  | 1990  | 1999  | 2006  | 2008  | 2013  |
| ---- | ---- | ----- | ----- | ----- | ----- | ----- | ----- | ----- |
| 674  | 711  | 1 051 | 1 849 | 3 432 | 4 882 | 5 435 | 5 592 | 5 422 |

| 2018  | 2022  | - | - | - | - | - | - | - |
| ----- | ----- | - | - | - | - | - | - | - |
| 5 310 | 5 579 | - | - | - | - | - | - | - |

#### Pyramide des âges
La population de la commune est relativement âgée.
En 2018, le taux de personnes d'un âge inférieur à 30 ans s'élève à 24,0 %, soit en dessous de la moyenne départementale (30,2 %). À l'inverse, le taux de personnes d'âge supérieur à 60 ans est de 40,2 % la même année, alors qu'il est de 32,5 % au niveau départemental.
En 2018, la commune comptait 2 564 hommes pour 2 746 femmes, soit un taux de 51,71 % de femmes, légèrement inférieur au taux départemental (51,95 %).
Les pyramides des âges de la commune et du département s'établissent comme suit.
| Hommes | Classe d’âge | Femmes |
| ------ | ------------ | ------ |
| 1,2    | 90 ou +      | 2,6    |
| 10,3   | 75-89 ans    | 11,9   |
| 27,4   | 60-74 ans    | 27,0   |
| 23,0   | 45-59 ans    | 22,9   |
| 12,6   | 30-44 ans    | 13,0   |
| 12,6   | 15-29 ans    | 10,3   |
| 12,9   | 0-14 ans     | 12,2   |

| Hommes | Classe d’âge | Femmes |
| ------ | ------------ | ------ |
| 1      | 90 ou +      | 2,3    |
| 10,1   | 75-89 ans    | 12,6   |
| 19,7   | 60-74 ans    | 21     |
| 20     | 45-59 ans    | 19,9   |
| 17,3   | 30-44 ans    | 16,7   |
| 15,4   | 15-29 ans    | 13,2   |
| 16,4   | 0-14 ans     | 14,3   |

### Enseignement
Établissements d'enseignement situés dans l'Académie de Nice :
- école maternelle et primaire à Garéoult[37] ;
- collège à Garéoult[38] ;
- lycées à Brignoles et Cuers.

### Santé
Centres hospitaliers à Brignoles, Draguignan, Toulon.

### Cultes
Culte catholique, diocèse de Fréjus-Toulon.

## Économie

### Entreprises et commerces

#### Agriculture

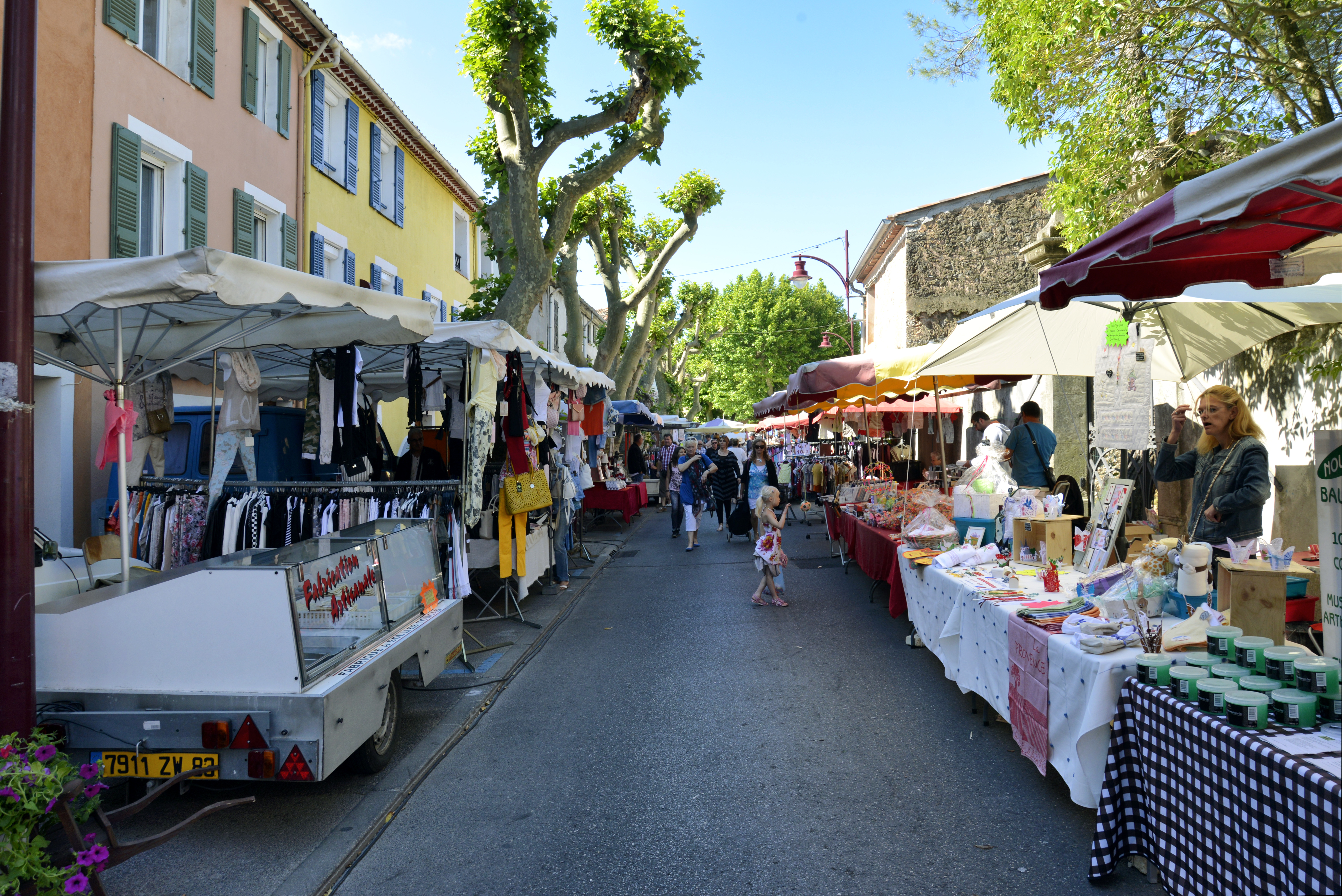
Le marché du mardi.

- Le sylvopastoralisme, la viticulture, l'oléiculture, la culture du pois chiche[41].
  - Viticulture : coopérative vinicole (Les vignerons de la Provence Verte) et domaines de Cambaret, de Garbelle, de la Bastide des Oliviers, Château des Chaberts et Harmonie des arpents.
- Artisanat : producteurs locaux (fromage de chèvre, huiles d'olive AOP, pois chiche...), marché provençal le mardi matin et marché des producteurs le samedi matin, tourisme.

#### Commerces
- Commerces de proximité[42].

#### Tourisme
Le Pays de la Provence Verte, dont la commune est membre, a obtenu le label « Pays d’art et d’histoire ». Sur ce territoire, les richesses à découvrir sont liées à la nature, à la culture et aux traditions.
- Gîtes ruraux et chambres d'hôtes[43].
- Restauration[44].

## Culture locale et patrimoine

### Lieux et monuments

#### Église paroissialeSaint-Étienne

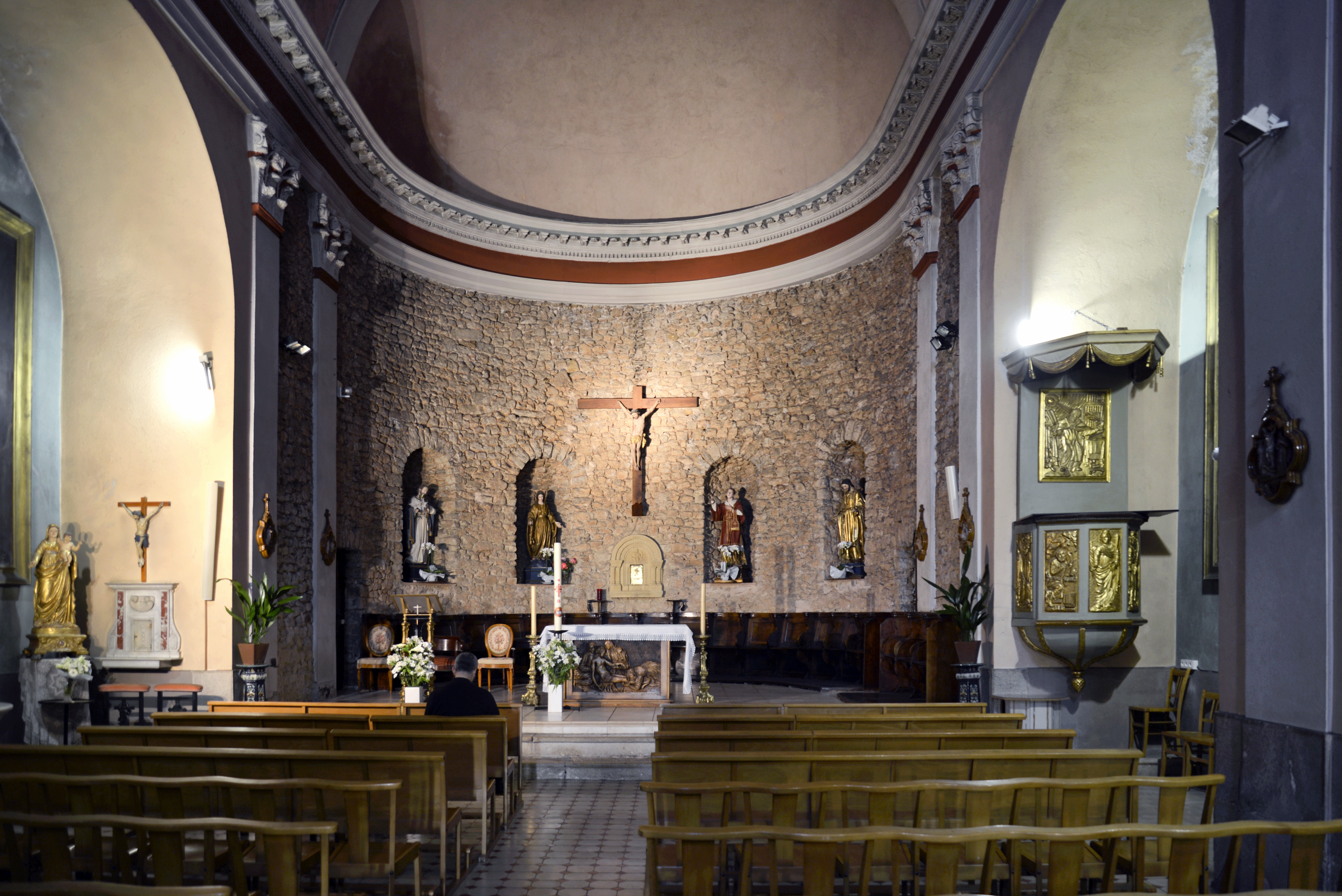
Intérieur de l'église Saint-Étienne.

L'église Saint-Étienne, de style roman, a été construite entre 1045 et 1048. Cette église est surmontée d'un campanile en fer forgé provençal de type ornemental construit en 1842. L'église a été détruite en partie puis reconstruite avec les pierres d'origine en 1848.
L'édifice religieux renferme quinze œuvres classées : six statues et bustes, quatre tableaux, deux cloches,, la chaire à prêcher, un plat à quêter, et l'ensemble autel, retable, tableau : saint Pons, saint Éloi et saint Antoine.

#### Chapelle Saint-Félix

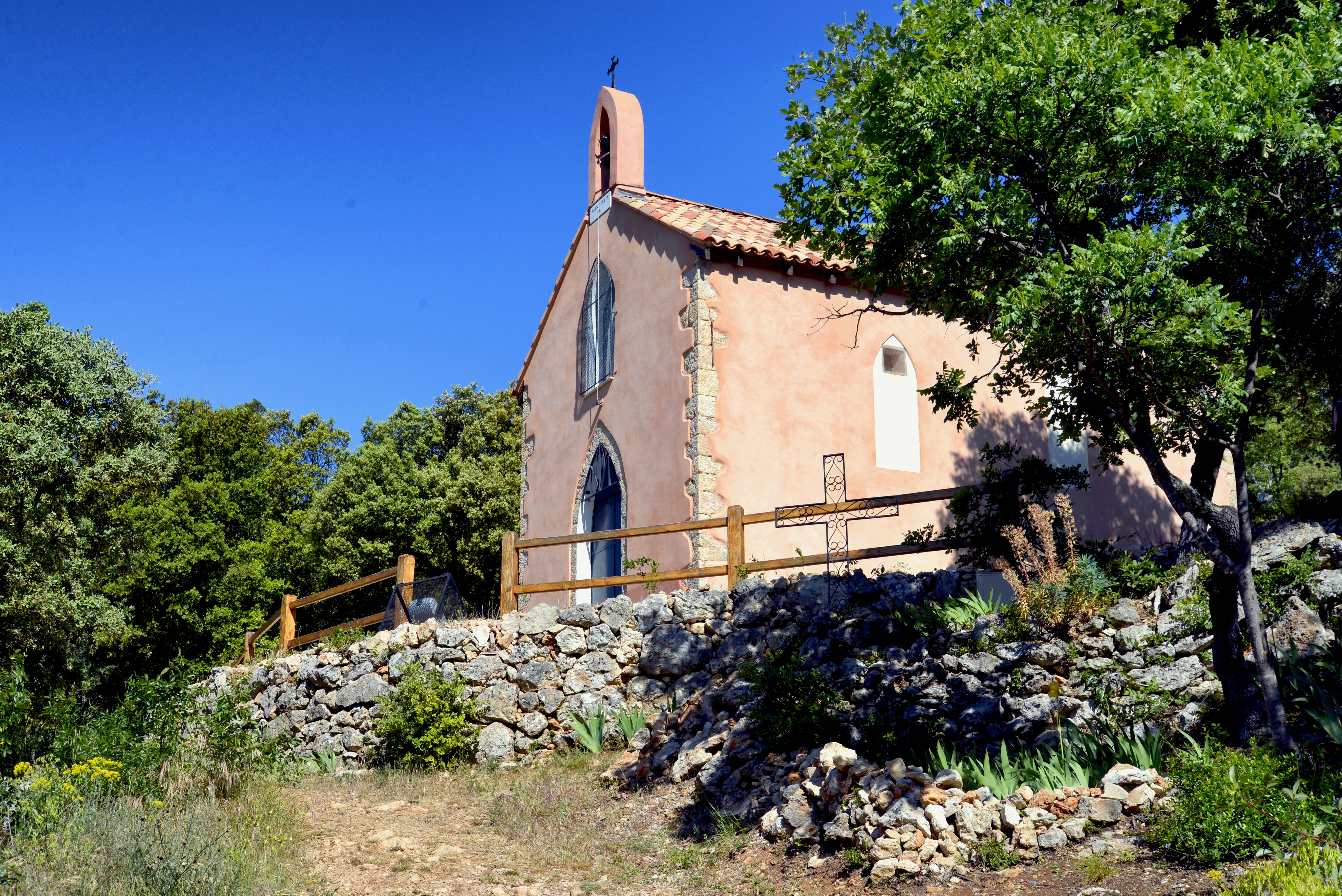
Chapelle Saint-Félix.

L'édifice religieux a été construit en 1885 sur le coteau de Saint-Médard, proche du cimetière. Érigée par les habitants, elle est dédiée à saint Félix, protecteur de Garéoult, qui en août 1854 par un miracle sauva la population du choléra. La chapelle a été restaurée en 2011.
Tous les 1ers dimanches de septembre une procession a lieu vers cette chapelle.

#### Le monument aux morts
Le monument aux morts de 1921,,,.

### Patrimoine culturel

#### Coopérative vinicole La Garéoultaise, actuellement Le Cellier Provençal
La coopérative vinicole construite au début du XXe siècle, est en bon état de conservation. Elle est reprise à l'Inventaire général du patrimoine culturel.

#### La nécropole Louis Cauvin
C'est en creusant leur piscine, en 1988 que des Garéoultais résidant dans la rue Louis-Cauvin, ont mis au jour des vestiges anciens. Ils ont fait appel à des archéologues. Grâce aux fouilles qui ont été organisées, 90 sépultures ont été découvertes. Après les avoir étudiées, il s'avérait que les plus anciennes dataient de l'époque gallo-romaine et les plus récentes du Moyen Âge. On peut donc être sûr qu'au Ier siècle il y avait déjà des habitants à l'emplacement actuel du village.
La nécropole « Louis Cauvin » est un musée où l'on peut voir :
- une sépulture du Ier siècle de notre ère ;
- des objets de la vie quotidienne gallo-romaine en terre cuite ;
- neuf panneaux illustrés qui donnent des explications sur les fouilles et les rites funéraires à travers le temps.

#### Le moulin à huile
Vers 1500, un moulin à huile actionné par des animaux a été construit au centre du village. Le fonctionnement de ce moulin s'est arrêté en 1956 à la suite du gel des oliviers situés sur la commune. Le moulin est resté exactement dans l'état où il était.

#### Les fontaines
On trouve neuf fontaines dans le village alimentées par la source Saint Médard. La plus ancienne de ces fontaines, la fontaine des 4-Saisons, fut construite avant 1745. Elle a été restaurée en l'an 2000 par le tailleur de pierre du village. Elle possède une forme de poignard pour montrer la puissance du seigneur. Ses quatre visages sculptés en marbre blanc représentent les quatre saisons. Elle donne un vrai style provençal à la place de la mairie, ombragée par des platanes plusieurs fois centenaires.

#### Lefour banal
Son nom vient de la taxe, « le ban », que les habitants du village devaient payer au seigneur pour aller faire cuire leurs pains. Le four banal du village a plus de 500 ans.
À l'heure actuelle deux fournées par an sont réalisées, à la Noël et à la Saint-Jean.

### Lafresque
La fresque, au centre du village, réalisée par deux associations d'artistes peintres : Les Craies d'art et l'Association des Arts plastiques de Garéoult.

### Patrimoine naturel

#### ZNIEFF
Garéoult est concernée par trois zones naturelles d'intérêt écologique, faunistique et floristique (ZNIEFF) de 2e génération :
Montagne de la Loube
La zone, un espace forestier ayant conservé un aspect sauvage, couvre une superficie de 4 001 ha de six communes. La montagne de la Loube présente 25 km de sites dolomitiques ruiniformes très pittoresques entrecoupés de larges vallons, de ravins (ravin des Orris), de défilés (défilé de l'Amaron).
Plaine de la Roquebrussanne
La zone couvre une superficie de 1 641 ha concernant cinq communes : Garéoult, Méounes-lès-Montrieux, Néoules, Rocbaron et La Roquebrussanne. Elle s'étend sur toute une dépression séparée par le plateau d'Agnis, la Loube, les barres de Cuers, entre les villages de La Roquebrussanne, de Garéoult et de Néoules. Issue d'une déchirure au Trias, elle a été colmatée par des alluvions quaternaires. Il s'agit d'une plaine agricole culminant autour de 320 m, soit dans l'étage climatique du mésoméditerranéen.
Ripisylves et annexes de la vallée de l'Issole et du Caramy
La zone couvre une superficie de 649 ha concernant quinze communes. L’issole et le Caramy prennent tous deux leur source sur les contreforts du Moure d’Agnis. Après avoir contourné la Montagne de la Loube, l’un par le nord , l’autre par le sud, les deux cours d’eau se rejoignent à la retenue de Carcès. Durant leurs trajets respectifs, les deux rivières traversent des territoires essentiellement agricoles.

### Personnalités liées à la commune
- Louis Ecial, écrivain[65]. Il a écrit plusieurs ouvrages, notamment, pour ce qui est de Garéoult : Garigoule : étude géophysique des environs de Garéoult aux éditions « Les Presses Littéraires », 2002[66].
- Claude Muras, artiste peintre[67].

### Héraldique
| Blason de Garéoult | Blason  | D'argent à la plante de sinople fleurie d’or (site de la commune).                                                                                                   |
| Blason de Garéoult | Détails | Armes parlantes. |
| Blason de Garéoult | Alias   | D'argent à la plante de sinople (D'Hozier et Louis de Bresc). La plante représentée est le garou ou sainbois (Daphne gnidium) Ce blason a été enregistré avant 1696. |